# Xylotrechus mindanaonis
Xylotrechus mindanaonis är en skalbaggsart som beskrevs av Aurivillius 1928. Xylotrechus mindanaonis ingår i släktet Xylotrechus och familjen långhorningar.
Artens utbredningsområde är Filippinerna. Inga underarter finns listade i Catalogue of Life.